# Tình phụ tử

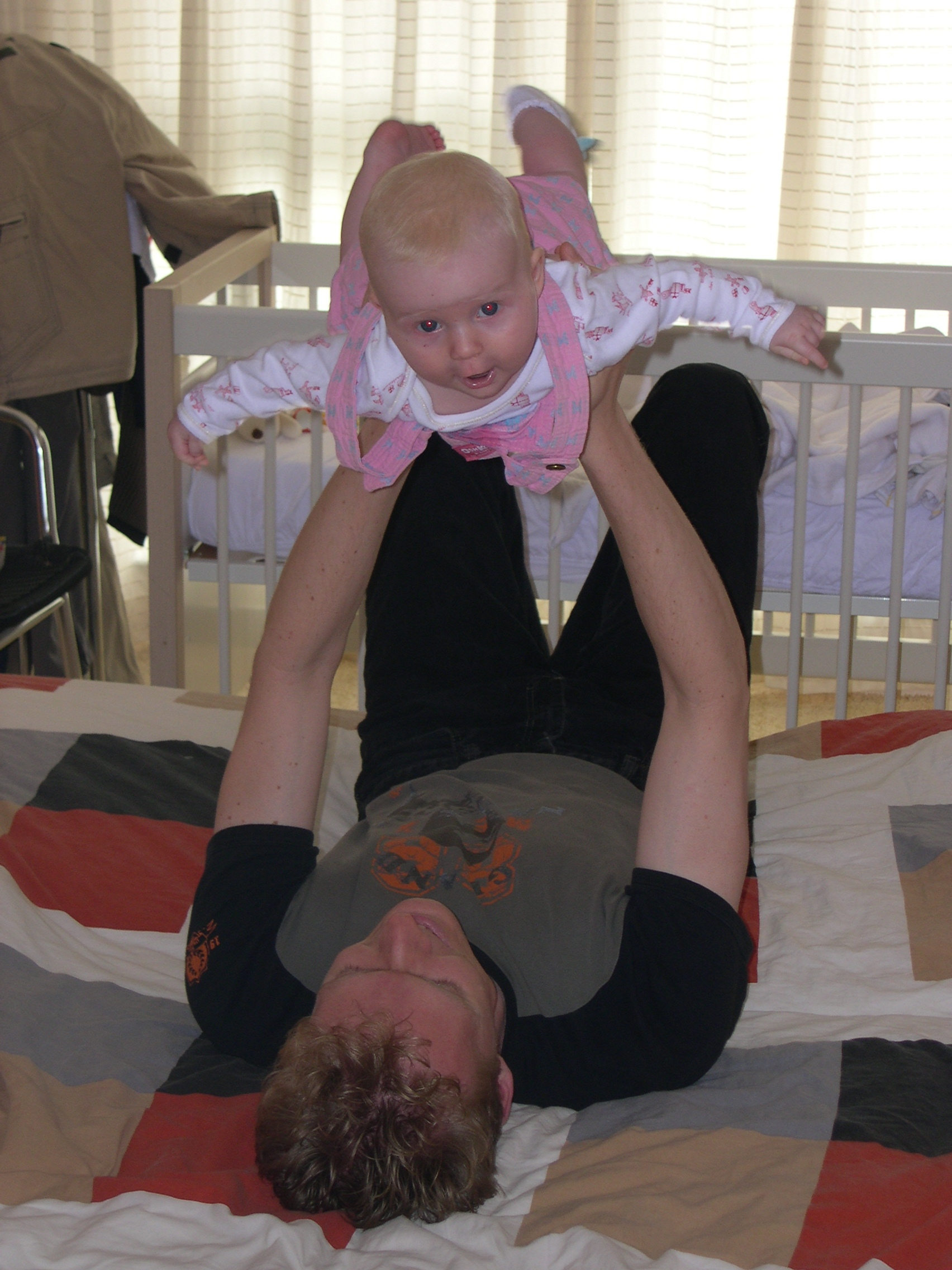
Người bố đang chơi đùa với con gái của mình

Tình phụ tử hay tình cha con là tình gắn kết giữa người cha và con cái.

## Quyền làm bố hợp pháp

### Hoa Kỳ
Tại Mỹ, quyền làm cha hợp pháp được giả định cho vị hôn phu của người mẹ trừ khi họ thực hiện hành vi ly thân; một người đàn ông chưa kết hôn có thể nắm giữ quyền làm bố bằng cách ký vào giấy thừa nhận tự nguyện quyền làm cha hoặc thực hiện việc kiện cáo/tố tụng. Tư cách làm cha còn có thể được thiết lập giữa một người đàn ông và một người nhỏ tuổi hơn, phổ biến trong việc nhận con nuôi, mà cả hai không có liên hệ về mặt sinh học.